# IC 2521
IC 2521 је спирална галаксија у сазвјежђу Мали лав која се налази на листи објеката дубоког неба у Индекс каталогу.
Деклинација објекта је + 33° 58' 37" а ректасцензија 9h 57m 15,7s. Привидна величина (магнитуда) објекта IC 2521 износи 15,0 а фотографска магнитуда 15,8. IC 2521 је још познат и под ознакама MCG 6-22-35, CGCG 182-45, NPM1G +34.0181, KUG 0954+342, PGC 28740.